# روزهای تندر
روزهای تندر (به انگلیسی: Days of Thunder) فیلمی محصول سال ۱۹۹۰ به کارگردانی تونی اسکات است. در این فیلم تام کروز، رابرت دووال، نیکول کیدمن، رندی کواید، کری الویس، مایکل روکر، جان سی ریلی، کارولین ویلیامز، کریس الیس، للانی سارل، دن سیمپسون بازی کردند.